# Cena Jacquese Préverta za scénář
Cena Jacquese-Préverta za scénář (francouzsky Prix Jacques-Prévert du scénario) je francouzská filmová cena, kterou založilo v roce 2007 Francouzské sdružení scenáristů (Guilde française des scénaristes).
Cenu získává nejlepší scénář, uděluje ji porota složená ze scenáristů francouzských filmů vydaných v daném roce. Cena nese jméno Jacquese Préverta, který kromě básní napsal desítky scénářů k filmům. Slavnostní předávání cen se koná 4. února, v den výročí jeho narození (kromě některých let, kdy byla cena předána během filmového festivalu v Cannes).
Trofej je faksimile Prévertova telegramu, který zaslal svému vydavateli René Bertelému, ve kterém mu vyčítá, že ho proti jeho vůli nominoval na cenu.
Cena je rozdělena do dvou kategorií: původní scénář a adaptace.

## Seznam oceněných
- 2007

- Původní scénář: Jean-Philippe – Christophe Turpin
- Adaptace: Agent 117 – Jean-François Halin podle románů OSS 117 od Jeana Bruce

- 2008

- Původní scénář: 2 dny v Paříži – Julie Delpy
  - Molière – Grégoire Vigneron a Laurent Tirard
  - Edith Piaf – Olivier Dahan
  - Mezi nepřáteli – Patrick Rotman a Florent Emilio Siri
  - Kuskus – Abdellatif Kechiche

- Adaptace: Skafandr a motýl – Ronald Harwood podle stejnojmenného románu Jeana-Dominique Baubyho
  - Persepolis – Marjane Satrapi a Vincent Paronnaud podle stejnojmenného komiksu od Marjane Satrapi
  - Darling – Christine Carrière a Pascal Arnold podle stejnojmenného románu Jeana Teulého
  - Tajemství – Nathalie Carter a Claude Miller podle stejnojmenného románu Philippa Grimberta
  - Lidská otázka – Elisabeth Perceval podle stejnojmenného románu Françoise Emmanuela

- 2009

- Původní scénář: Louise-Michel – Benoît Delépine a Gustave Kervern
  - Tak dlouho tě miluji – Philippe Claudel
  - Julia – Éric Zonca a Aude Py
  - První den zbytku tvýho života – Rémi Bezançon
  - Séraphine – Marc Abdelnour a Martin Provost

- Adaptace: Prosté srdce – Marion Laine podle stejnojmenné povídky obsažené ve Třech povídkách Gustava Flauberta
  - Deux jours a touer – Éric Assous a Jean Becker podle stejnojmenného románu Françoise d'Épenouxe
  - Mezi zdmi – Laurent Cantet, François Bégaudeau a Robin Campillo podle stejnojmenného románu Françoise Bégaudeaua
  - Krásná Junie – Gilles Taurand a Christophe Honoré podle románu Kněžna de Clèves od Madame de La Fayette
  - Veřejný nepřítel č. 1 – Abdel Raouf Dafri a Jean-François Richet podle stejnojmenné autobiografie Jacquese Mesrine

- 2010

- Původní scénář: Welcome – Philippe Lioret, Emmanuel Courcol a Olivier Adam
  - Armáda zločinu – Robert Guédiguian, Gilles Taurand a Serge Le Péron
  - Koncert – Matthew Robbins, Radu Mihaileanu a Alain-Michel Blanc podle nápadu Héctora Cabella Reyese a Thierryho Degrandiho
  - La Journée de la jupe – Jean-Paul Lilienfeld
  - Prorok – Jacques Audiard, Abdel Raouf Dafri, Nicolas Peufaillit a Thomas Bidegain

- Adaptace: Hezounci – Riad Sattouf a Marc Syrigas podle komiksu La Vie secrète des jeunes od Riada Sattoufa
  - Krycí jméno: Farewell – Éric Raynaud a Christian Carion podle dokumentu Bonjour Farewell od Sergueï Kostine
  - V elektrizující mlze – Mary Olson a Jerzy Kromolowski podle románu Dans la brume électrique avec les morts confédérés od Jamese Lee Burkea
  - Slečna Chambonová – Stéphane Brizé a Florence Vignon podle stejnojmenného románu Érica Holdera
  - Mikulášovy patálie – Laurent Tirard, Grégoire Vigneron a Alain Chabat podle stejnojmenných příběhů Jean-Jacquese Sempého a René Goscinnyho

- 2011: neuděleno

- 2012

- Původní scénář: Tomboy – Céline Sciamma
- Adaptace: Rabínův kocour – Sandrina Jardel a Joann Sfar podle stejnojmenného komiksu od Joann Sfar

- 2013: neuděleno

- 2014

- Původní scénář: Minulost – Asghar Farhadi, adaptoval Massoumeh Lahidji
  - 9 Mois ferme – Albert Dupontel
  - Neznámý od jezera – Alain Guiraudie
  - Queen of Montreuil – Solveig Anspach a Jean-Luc Gaget
  - Zámek v Itálii – Valeria Bruni Tedeschi, Agnès de Sacy a Noémie Lvovsky

- Adaptace: Zamini – Bertrand Tavernier, Christophe Blain a Antonin Baudry podle stejnojmenného komiksu od Christopha Blaina a Abela Lanzaca
  - Život Adèle – Abdellatif Kechiche a Ghalya Lacroix podle komiksu Le bleu est une couleur chaude od Jul' Maroha
  - Kluci a Guillaume ke stolu! – Guillaume Gallienne podle stejnojmenné hry Guillauma Gallienna

- 2015

- Původní scénář: Party Girl – Marie Amachoukeli, Claire Burger a Samuel Theis
  - Holčičí parta – Céline Sciamma
  - Láska na první boj - Thomas Cailley a Claude Le Pape
  - Kluci z východu – Robin Campillo
  - Hippocrate – Thomas Lilti, Julien Lilti, Baya Kasmi a Pierre Chosson

- Adaptace: Une nouvelle amie – François Ozon podle povídky Ruth Rendell Amie qui vous veut du bien
  - Asterix: Sídliště bohů – Alexandre Astier ve spolupráci Jean-Rémi Françoise a Philipa LaZebnika podle stejnojmenného komiksu René Goscinnyho a Alberta Uderza
  - Lulu sama sebou – Solveig Anspach a Jean-Luc Gaget podle stejnojmenného komiksu od Etienna Davodeaua
  - Vie sauvage – Nathalie Najem a Cédric Kahn podle biografie Hors système od Laurence Vidala, Okwariho Fortina, Shahi'Yeny Fortin a Xaviera Fortina

- 2016

- Původní scénář: Tři vzpomínky – Arnaud Desplechin a Julie Peyr
  - Zvláštní ocenění: Avril a podivuhodný svět – Franck Ekinci a Benjamin Legrand
    - Adama – Julien Lilti a Simon Rouby ve spolupráci s Bénédicte Galup
    - Jako letadlo – Bruno Podalydès
    - Zákon trhu – Stéphane Brizé a Olivier Gorce
    - Hlavu vzhůru! – Emmanuelle Bercot a Marcia Romano

- Adaptace: Případ SK1 – Frédéric Tellier a David Oelhoffen podle eseje Guye Georges. La Traque od Patricie Tourancheau
  - Panelový svět – Samuel Benchetrit a Gabor Rassov podle románů Les Chroniques de l'asphalte od Samuela Benchetrita
  - Fatima – Philippe Faucon podle románů Prière à la lune a Enfin, je peux marcher seule od Fatimy Elayoubi